# Permopsocida
Permopsocida — вимерлий ряд крилатих комах, близький до сіноїдів і трипсів.

## Вік і поширення
Ряд існував з пермського періоду до середини крейди (від 300 до 99 млн років). Рештки комах знайдені в Австралії, Німеччині, Казахстані, Китаї, Росії та США .

## Опис
Дрібні комахи, з сисним ротовим апаратом. Довжина переднього крила менше 1 см (2-8 мм), ширина 1-3 мм. Мандибули витягнуті, нижньощелепні щупики 4-членикові, нижньогубні щупики складаються з 3 сегментів, параглоси довгі і склеротизовані. Голова трохи стиснута; щоки розділені борозенкою на дві частини. Лапки 4-членикові; передні і задні крила мають подібний розмір, форми і жилкування .
Дослідження вмісту кишечника Psocorrhyncha burmitica за допомогою 3D рентгенівської мікрокомп'ютерної томографії виявило пилок покритонасінних рослин, що підтверджує припущення про роль Permopsocida як еволюційно найдавніших пожирачів пилку з відносно неспеціалізованими ротовими органами .

## Систематика
Описано 3 родини, 18 родів і близько 30 викопних видів. Таксон Permopsocida був вперше виділений в ранзі підряду в 1926 році австралійсько-англійським ентомологом і палеонтологом Робертом Джоном Тілльярдом і довгий час включався в ряд Сіноїдів (Psocoptera), а статус окремого самостійного ряду надано в 2016 році. Ряд Permopsocida близький до сіноїдів і трипсів. Він є еволюційною лінією, що має перехід від жувального до колючо-сисного ротового апарату. Філогенетичний аналіз показав, що Permopsocida повинен бути включений в кладу Acercaria (Paraneoptera), яка визнана монофілетичною і близькою до сестринського викопного ряду Hypoperlida; Permopsocida розглядається всередині Acercaria як сестринська група до клади рядів трипси + напівтвердокрилі (Condylognatha), а надряд Psocodea як сестринська група до клади Permopsocida + Condylognatha .
- † Родина Archipsyllidae
  - † Archipsylla Handlirsch, 1906[8] (5 видів)
    - † Archipsylla lata Vishnyakova, 1976[5]
    - † Archipsylla primitiva Handlirsch, 1906
    - † Archipsylla similis Vishnyakova, 1976
    - † Archipsylla sinica Huang et al. 2008[7]
    - † Archipsylla turanica Martynov, 1926[9]

  - † Archipsyllodes Vishnyakova, 1976
    - † Archipsyllodes speciosus Vishnyakova, 1976

  - † Archipsyllopsis Vishnyakova, 1976
    - † Archipsyllopsis baissica Vishnyakova, 1976

  - † Burmopsylla Liang et al., 2016
    - † Burmopsylla maculata Liang et al., 2016[10]

  - † Eopsylla Vishnyakova, 1976
    - † Eopsylla sojanense (Becker-Migdisova, 1962)

  - † Mydiognathus Yoshizawa and Leinhard, 2016
    - † Mydiognathus eviohlhoffae Yoshizawa and Leinhard 2016

  - † Psocorrhyncha Huang et al. 2016
    - † Psocorrhyncha burmitica Huang et al. 2016
- † Родина Permopsocidae Tillyard, 1926 (пермський період, США)
  - † Lithopsocidium Carpenter, 1932[11]
  - † Orthopsocus Carpenter, 1932
  - † Permopsocus Tillyard, 1926 (2 види)
  - † Progonopsocus Tillyard, 1926
- † Родина Psocidiidae Tillyard, 1926
  - † Austropsocidium Tillyard, 1935[12]
  - † Dichentomum Tillyard, 1926 (7 видів)[13]
  - † Hypopsylla Prokop et al., 2016
  - † Liassopsocus Ansorge, 1996
  - † Megapsocidium Tillyard, 1935
  - † Parapsocidium Zalessky, 1937[14]
  - † Stenopsocidium Tillyard, 1935